# Jusepe de Ribera
José de Ribera, Jusepe de Ribera eller Giuseppe Ribera, kaldet Lo Spagnoletto (født 1591 Játiva i Kongeriget Valencia, død 2. september 1652 i Posillipo ved Neapel) var en spansk-italiensk maler og raderer.

## Uddannelse
Ifølge RKD (Rijksbureau voor Kunsthistorische Documentatie) var han elev af Francisco Ribalta, og hans egne elever var Enrico Fiammingo, Francesco Fracanzano, Luca Giordano og Bartelomeo Passante. Han blev efterfulgt af Giuseppe Marullo, og han påvirkede malerne Agostino Beltrano, Hendrick van Someren, Paolo Domenico Finoglio og Pietro Novelli.
Ribera kom tidlig til Neapel, hvor han muligvis har været elev af Caravaggio, i hvert fald har kendskabet til dennes kunst haft afgørende betydning for hans udvikling. Studierejser foretog Ribera derefter gennem Italien med ophold i Rom, Parma, hvor han studerede Correggios værker, og rimeligvis også i Venedig, thi fra venetiansk kunst spores stærk påvirkning i hans kunst.

## Fremgang
Efter at have prøvet al slags afsavn og forgæves søgt at skaffe sig en position i Rom drog han tilbage til Neapel og erobrede sig snart i byens kunstnerliv den førerstilling, som hans fremragende evner berettigede ham til. 1630 (årstal stemmer ikke overens med regeringstid) blev han hofmaler for vicekongen, hertugen af Osuna, 1644 modtog han af Paven Kristus-Ordenen.

## Stil
Ribera er side om side med Caravaggio den neapolitanske naturalismes førstemand; som denne træder han i skarp opposition til eklektikerne og deres "idealistiske" kunst. også han vælger sine modeller fra de laveste folkelag og skyr ikke hæsligheden, hvor den synes ham karakterfuld og ejendommelig. Ikke heller går hans djærve realisme af vejen for skildringen af det grufulde, det oprørende rå, således som det viser sig i flere af hans billeder med marterscener. At han skulle have følt særlig nydelse ved at skildre disse frastødende optrin, er der ingen grund til at tro; han har blot her som overalt forlangt den yderste virkelighedstroskab af sin kunst.
Som maler står Ribera mål med de største: med modelleringens plastiske sikkerhed forbinder han en lyskraft og fylde i koloritten, der kan minde om den bedste venetianske kunst (desværre er hans billeder ofte stærkt eftermørknede i skyggerne); hans brede overlegne pensel er af en enestående mesterlig sikkerhed i gengivelse af stoffet; her kan blot mindes om den måde, på hvilken han formår at gengive den gamle rynkede hud på de asketiske eneboere og hellige, der optræder så talrige i hans kunst.

## Samlinger
Riberas hovedværker er bedst repræsenteret i Pradomuseet i Madrid og i Neapel. Den første samling ejer ikke mindre end 60 billeder, deriblandt Jakobsstigen, den hellige Bartholomeus’ Martyrium, Ixion og Prometheus samt den hellige Franciscus’ ekstase som de mest fremragende. I Neapel ejer domkirken det mægtig virkende billede af den hellige Januarius, der uskadt træder ud af Ildovnen, i Museo nazionale di San Martino ses den betagende skildring af korsnedtagelsen samt fremstillingen af apostlenes kommunion; i museet sammesteds ses et af hans interessanteste mytologiske billeder: Silenos mellem Satyr og Fauner. Statens Museum for Kunst ejer fire malerier og en del grafik af Ribera.
Af hans raderinger bør nævnes: Silen med Satyrer og Bakkantinder, Amor pisker en Satyr, den hellige Hieronymus, Bartholomæus' Martyrium og det skønne rytterportræt af Don Juan d'Austria.

## Galleri
- Jusepe de Ribera, Sankt Bartholomæus' martyrium, 1624, National Museum, Warszawa
- Jusepe de Ribera, Silenos mellem satyr og fauner, 1626, Museo di Capodimonte
- Jusepe de Ribera, Ixion, 1632, Pradomuseet
- Jusepe de Ribera, Jakobsstigen (Jocobs drøm), 1639, Pradomuseet
- Jusepe de Ribera, Sankt Filips martyrium[5], ca. 1639, Pradomuseet

## Reference
1. ↑  Navnet er anført på engelsk og stammer fra Wikidata hvor navnet endnu ikke findes på dansk.
2. ↑  Navnet er anført på engelsk og stammer fra Wikidata hvor navnet endnu ikke findes på dansk.
3. ↑  Navnet er anført på engelsk og stammer fra Wikidata hvor navnet endnu ikke findes på dansk.
4. 1 2  Jusepe Ribera (Webside ikke længere tilgængelig) i RKD
5. ↑  Ofte beskrevet som Saint Bartholomæus, martret på samme måde, men er nu anerkendt som Sankt Filip. Se Museo del Prado, CATALOGO de las Pinturas, 1996, s.. 315, Ministerio de Educación y Cultura, Madrid, ISBN 84-87317-53-7